# Philipp Rezek
Philipp Raphael Rezek (* 23. August 1894 in Wien, Österreich-Ungarn; † 23. Juni 1963 in Miami Beach, Florida, Vereinigte Staaten) war ein österreichisch-US-amerikanischer Arzt, Pathologe und Hochschullehrer.

## Leben
Philipp Rezek wurde am 23. August 1894 als Sohn des aus Prag stammenden Kaufmanns Adolf Rezek (1857–1928) und dessen Frau Gisella Rezek (geborene Goldstein; 1867–1948) in Wien geboren. Seine Schulbildung erhielt er unter anderem an der k.k. Staatsrealschule in der Schüttelstraße im 2. Wiener Gemeindebezirk Leopoldstadt, wo sich Rezek in der sogenannten Schülerakademie als Pianist hervortat. Während des Ersten Weltkrieges leistete er seinen Kriegsdienst in den Jahren 1914 bis 1917 in der österreichisch-ungarischen Armee ab, wo er anfangs zu Fronteinsätzen kam, ehe er Leiter eines Krankenhauses für Seuchenkrankheiten Gebiet des heutigen Albaniens wurde. Noch vor Kriegsende kehrte er wieder in seine Heimat zurück und inskribierte im Wintersemester 1917/18 – anfangs noch als außerordentlicher Hörer – ein Studium der Medizin an der Universität Wien. Am 26. Juli 1921 promovierte er an der Medizinischen Fakultät der Universität Wien zum Dr. med. und war in weiterer Folge als Hilfsarzt an der I. Medizinischen Universitätsklinik beschäftigt.
Im Jahr seines Abschlusses heiratete er im Stadttempel, der Hauptsynagoge Wiens, seine Studienkollegin Anna „Annie“ Bunzl (1895–1974), mit der er die beiden Töchter Esther Hedwig Mendelsohn Bunzl (1923–2019), eine spätere Kunsthistorikerin, und Susanne „Susi“ Rosa Rezek Lindau (1926–2016), eine spätere medizinische Technikerin, hatte. Der Vater seiner Ehefrau war der wohlhabende Industrielle Ludwig Bunzl (1857–1928), der ein Teilhaber des österreichischen Papierkonzerns Bunzl & Biach war. In den Jahren 1929 bis 1932 war Rezek zudem Privatdozent für Neuropathologie an seiner Alma Mater. Längere Zeit forschte der Doktor der Inneren Medizin auch in Britisch-Indien über Leberkrankheiten. Im Dezember 1934 veröffentlichte Rezek den Schmalfilm Palästina 1934, der im Kino gezeigt wurde. Im November 1936 veröffentlichte er mit Ceylon, Land und Leute einen weiteren Film. Anfang des darauffolgenden Jahres brachte er den Film Indien, Land und Leute heraus und hielt zu seinen Reisen durch Ceylon und Indien auch Vorlesungen. Im April 1937 gab er Vorlesungen mit Filmvorführungen mit dem Titel Eine Palästinareise. Noch im Jahr seiner Flucht wurde der Film Ceylon, Land und Leute in Österreich gezeigt.
Nach dem Anschluss Österreichs und dem Beginn der systematischen Ausgrenzung der Juden floh Rezek mit seiner Frau noch im Sommer 1938 in die Vereinigten Staaten; die Kinder verblieben vorerst in Wien und wurden zu einem späteren Zeitpunkt nachgeholt. Dabei reiste das Ehepaar von Havanna kommend mit der N.C.-80V, genannt American Clipper, einer von lediglich drei gebauten Sikorsky S-40, nach Miami. Die Kinder kamen nach einer einmonatigen Überfahrt am 23. November 1938 an Bord der SS Veendam – laut anderer Quelle auf der SS Statendam – von Southampton kommend in New York City an und wurden von ihrer Mutter, die zwischenzeitlich nach Europa zurückgekehrt war, begleitet. Aus rassistischen Gründen wurde ihm am 14. Juli 1942 – ebenso auch seiner Ehefrau – der an der Universität Wien erworbene Doktorgrad aberkannt, da er im Nationalsozialismus „als Jude als eines akademischen Grades einer deutschen Hochschule unwürdig“ galt. Im darauffolgenden Jahr erhielt Rezek die Staatsangehörigkeit der Vereinigten Staaten. Bereits kurz nach seiner Auswanderung arbeitete er von 1938 bis zu seinem Tod im Jahre 1963 am Jackson Memorial Hospital in Miami im US-Bundesstaat Florida. Bis 1953 leitete er am drittgrößten öffentliche Krankenhaus der Vereinigten Staaten die Laboratorien und danach die Abteilung für pathologische Anatomie.
Rezek kann als erster „Vollzeit-Pathologe“ in Miami bezeichnet werden. Als solcher führte Lehr- und Ausbildungsprogramme für Pathologie und Klinische Pathologie, also der Pathologie an Lebenden, ein und richtete im Jahre 1947 einen eigenen Lehrgang für medizinische Techniker ein. 1954 stieg er zum Leiter der neugegründeten Abteilung für Pathologische Anatomie und wurde Professor für Pathologie an der 1952 gegründeten und damit ältesten medizinischen Fakultät Floridas, der zur University of Miami gehörenden Leonard M. Miller School of Medicine. Gleichzeitig nahm er auch seine Tätigkeit als Pathologe am Kendall Hospital in South Miami, sowie am Victoria Hospital in Miami auf. Weiters beschäftigte er sich mit der Krebsforschung und war Mitglied zahlreicher medizinischer Vereinigungen. Zeitlebens veröffentlichte er zahlreiche wissenschaftliche Beiträge in in- und ausländischen medizinischen Fachzeitschriften.
Des Weiteren war Rezek als Berater für die Lago Oil and Transport Company auf Aruba, die damals noch zu den heute nicht mehr existierenden Niederländischen Antillen zählten, tätig und war Gastdozent in Pathologie an der Hebräischen Universität Jerusalem. Etwa 13 Jahre nach der Aberkennung seines Doktorgrades und rund zehn Jahre nach dem Ende des Nationalsozialismus wurde ihm sein Titel am 15. Mai 1955 wieder zuerkannt bzw. die Aberkennung für „von Anfang an nichtig“ erklärt. Zusammen mit seiner Ehefrau war er ein aktives und führendes Mitglied in Miamis Kulturgemeinschaft.
Am 23. Juni 1963 starb Rezek im Alter von 68 Jahren in Miami Beach und hinterließ seine Ehefrau, sowie die zwei Töchter samt Familien. Die Jean and Alexander Heard Libraries der Vanderbilt University verwahren Teile des Nachlasses Rezeks, darunter zahlreiche Dokumente und Schriftstücke aus der Zeit zwischen 1938 und 1941, wovon ein Großteil in deutscher Sprache verfasst ist. Manche der Briefe wurden von Rezek von rechts nach links geschrieben, um durch die Zensoren der Nationalsozialisten zu kommen.